# Deadshot
Deadshot (zu deutsch Todesschuss, sinngemäß „Volltreffer!“) ist der Titel mehrerer Comicserien im Programm des US-amerikanischen Verlages DC Comics, die von den Abenteuern des Meisterschützen Floyd Lawton handeln, der unter dem Codenamen Deadshot seine Dienste als Söldner und Attentäter an den Meistbietenden verkauft.
Die Serien sind hauptsächlich im Genre des Abenteuer- oder Actioncomics angesiedelt, enthalten aber auch Elemente des Psychodramas und des klassischen amerikanischen Superhelden-Comics.

## Veröffentlichungsgeschichte
Die erste Deadshot-Serie veröffentlichte DC im Sommer 1987. Die Reihe umfasste vier Ausgaben. Autor der Reihe war der Amerikaner John Ostrander.
1994 und 1995 erschienen weitere Deadshot-Abenteuer in der Anthologie-Reihe Showcase (Schaukasten). 2005 wurde schließlich eine weitere Reihe veröffentlicht.

## Hauptfigur
Die Hauptfigur der Deadshot-Serien ist der titelgebende Söldner Floyd Lawton, alias Deadshot, ein mit den Attributen eines Antihelden ausgestatteter Berufskiller und Glücksritter, der im Zuge seiner Aufträge allerlei brisanter Abenteuer erlebt.
Deadshot wurde ursprünglich von dem Autor David Vern Reed und dem Zeichner Lew Sayre Schwartz als Widersacher des Superhelden Batman konzipiert, in der Ausgabe # 59 der gleichnamigen Serie vom Juni 1959 er debütierte. In seiner Urversion noch ein smokingtragender Revolverheld mit drahtigem Clark-Gable-Schnauzbart, venezianischer Gesichtsmaske und Klappzylinder wurde die Figur 1977 von dem Künstlerteam Steve Englehart und Marshall Rogers während ihres Runs an Batman in Detective Comics (vol.1) #474 generalüberholt und optisch wie charakterlich zeitgemäßer gemacht: Seit der Modernisierung durch Englehart/Rogers trägt Deadshot eine, seinen Kopf völlig verhüllende graue Maske, die mit einem Zielsuch-Visor ausgestattet ist der ihm bei der Fokussierung seiner Opfer hilft. Seine Kleidung besteht aus einem überwiegend matt roten Kampfanzug mit einer auffälligen Zielscheibe im Brustbereich. Zudem hat Deadshot die traditionellen Revolver abgelegt und durch integrierte Schussvorrichtungen eingetauscht, die oberhalb seiner Handgelenke fixiert sind und die er durch taktile Kontakte in seinen Handschuhen bedienen kann.
Nachdem er noch einige Male als Schurke in der Batman-Serie auftrat, wurde Deadshot schließlich in den frühen 1980er Jahren aus dieser weitgehend ausgegliedert und erlangte den Status einer eigenständigen Figur, die eigenständige, von der Batman-Reihe losgelöste Abenteuer erlebt. Die erste Miniserie folgte 1987.

## Handlung
Deadshots Alter Ego Floyd Lawton wurde ursprünglich als der snobbistische Erbe eines beträchtlichen Familienvermögens in die Batman-Serie eingeführt: Tagsüber ein Playboy und Hobbyschütze nutzt der vom Pomp des verwöhnten Schickeria-Lebens gelangweilte Lawton sein geniales Können als Schütze des Nachts, um Batman, dem maskierten Beschützer seiner Heimatstadt Gotham City als Verbrechensbekämpfer Konkurrenz zu machen: Als Gegenprogramm zum Ennui seines Daseins als Playboy und Dandy in den Kreisen der High Society sucht Lawton riskante Abenteuer und Nervenkitzel, die ihm die Jagd auf gefährliche Kriminelle zu offerieren scheint. Konsequenterweise maskiert er sich und geht des Nachts – mit zwei Wildwestrevolvern ausgestattet – auf Gangster-Jagd. Dabei tötet er seine Gegner jedoch niemals, sondern entwaffnet sie, indem er zielgenau auf ihre Hände schießt, um die so wehrlos gewordenen verhaften zu können. Durch mehrere erfolgreiche „Einsätze“ in seinem Selbstbewusstsein gestärkt, tauft Lawton sich – im Glauben, sein „Ziel niemals zu verfehlen“ – Deadshot, der Mann der stets ins Schwarze trifft.
Aus infantiler Eifersucht versucht Lawton schließlich, Batman, in dem er einen Nebenbuhler um das Wohlwollen der Bürger von Gotham City sieht, zu töten, um fortan als alleiniger Beschützer über die Stadt zu wachen. Nachdem dieses Unterfangen scheitert – Lawton wird vor einer versammelten Menge seines Mordversuches überführt – wendet Lawton – der als decuvrierter Gesetzesverstoßer ohnehin nichts mehr zu verlieren hat – sich dem Verbrechen zu und versucht die Herrschaft über die Unterwelt von Gotham City an sich zu bringen.
Nachdem auch dieses Projekt scheitert, gibt Lawton seinen weitreichenden Ehrgeiz auf und wird zum gedungenen Killer, der seine Dienste jedem feilbietet der bereit ist, ihn „angemessen“ zu entlohnen. Bei seiner neuen Tätigkeit kommen ihm nicht nur seine meisterhafte Beherrschung von Schusswaffen, sondern auch seine körperliche Fitness, sein Charisma, seine skrupellose Missachtung für das Leben – sein eigenes eingeschlossen – und seine kalkulierende Schläue zugute. Nach mehreren weiteren – ebenfalls unglücklich endenden – Auseinandersetzungen mit Batman schließt Lawton sich der Suicide Squad an, einer von der US-Regierung ins Leben gerufenen Task-Force, die überführten Kriminellen im Austausch für ihre Dienste Haftverschonung gewährt.

### Deadshot-Serien
Die erste Deadshot-Serie (Deadshot #1–4, 1987) handelt von einer persönlichen Tragödie Deadshots: Nachdem sein kleiner Sohn – der hier erstmals auftritt – von einem Pädophilen entführt, vergewaltigt und ermordet wird, macht er Jagd auf den Mörder seines Kindes, den er schließlich in der Ausgabe # 4 zur Strecke bringen kann. Charakterlich wurde die Figur infolge der Ereignisse dieser Miniserie gründlich verändert: Zuvor ein beschwingt-leichtsinniger Mann mit einem heiter-sonnigen Gemüt ist seither sein ausgeprägter Todeswunsch – verbunden mit dem Drang, auf eine möglichst spektakuläre Weise zu sterben – Deadshots ausgeprägtestes Charaktermerkmal. Die Zielscheibe im Brustbereich seines Kostüms – zuvor nur als schmückende Verzierung gedacht – wird seither von den Autoren kontinuierlich als Einladung Deadshots an seine Gegner aufgefasst, ihm den Garaus zu machen und so von seinem Leiden zu befreien.
In seiner zweiten Serie erlebt Deadshot allerlei Abenteuer in der fiktiven Stadt Star City. Von seiner Ex-Frau zur Hilfe gerufen befreit der die Stadt – unentgeltlich – von der Terrorherrschaft eines Verbrechersyndikates. Nebenbei offenbart er erstmals so etwas wie einen edlen Charakterzug, als er seine kleine Tochter – die von dem Verbrechersyndikat entführt worden war – aus dessen Gewalt rettet.
Zuletzt schloss der Einzelgänger Lawton sich einer von dem Milliardär Lex Luthor ins Leben gerufenen Gruppe namens „The Secret Six“ an, einer Art Task Force, die Luthors Interessen gewaltsam wahrt. Von den Mitgliedern des Teams steht ihm vor allem der Akrobat Thomas Blake, Catman, nahe.

## Verfilmungen
Auftritte im Fernsehen
Deadshot trat in diversen Zeichentrickserien auf, so in Justice League und Justice League Unlimited. In der Folge „The Enemy Below“ der Serie Justice League wird er angeheuert, um Aquaman – ein Mitglied des Heldenteams nach dem die Serie benannt ist – zu ermorden, kann aber durch die Justice League aufgehalten werden. Zusammen mit den Killern Copperhead, Star Sapphire, Volcana und Livewire tritt er in „Hereafter“ als bezahlter Randalierer auf. In der Folge „Task Force X“ wird Deadshot schließlich von dem Offizier Rick Flag für ein Himmelfahrtskommando im Austausch für Haftverschonung rekrutiert. Synchronsprecher von Deadshot ist im amerikanischen Original der Schauspieler Michael Rosenbaum.
Auch in den Serien Arrow, Flash und Smallville taucht Deadshot alias Floyd Lawton auf. In Letzterer wird er nach einer Auseinandersetzung mit dem jungen Clark Kent (Superman) von der Suicide Squad rekrutiert.
Auftritt und Rolle in Suicide Squad
Suicide Squad (engl. für „Selbstmordkommando“) ist ein US-amerikanischer Actionfilm aus dem Jahr 2016, der als Comicverfilmung auf dem gleichnamigen Antiheldenteam, Suicide Squad, des Verlages DC Comics basiert. Auch in diesem Film spielt Floyd Lawton alias Deadshot mit und gehört zu einer der Hauptrollen. Der fiktive Charakter Deadshot wird in Suicide Squad von dem US-amerikanischen Schauspieler, Filmproduzenten und Rapper Will Smith gespielt. Man erfährt unter anderem, dass Deadshot bzw. Floyd Lawton eine Tochter, Zoe Lawton, hatte, welche dafür verantwortlich war, dass Deadshot, der als Profikiller bekannt geworden ist, von der Polizei verhaftet wurde.

## Videospiele
In den Kampfspielen Injustice: Götter unter uns und dem Nachfolger Injustice 2 ist Deadshot als spielbarer Charakter verfügbar.